# Крейґ Мілтон Райт
Крейґ Мілтон Райт (англ. Craig Milton Wright; нар. 1944, Форт Сілл) — професор музики Єльського університету. Навчався в Істменській школі музики протягом 1962—1966 років і в Гарвардському університеті протягом 1966—1972 років, де здобув ступінь магістра та доктора філософії музикознавства. Райт здобув ступінь доктора філософії, захистивши дисертацію на тему Музика при Бургундському дворі, 1364—1419. Після року викладання в Університеті Кентуккі в Лексінґтоні перейшов працювати до Єльського університету на посаду завідувача кафедри музики, яку обіймав протягом 1986—1992 років.
Райт спеціалізується на теорії музики. У своїй першій праці він зробив наголос на музиці Середньовіччя й епохи Відродження. Протягом останніх років вивчає музику Моцарта. 1982 року одержав стипендію Ґуґґенгайма. 2004 року був удостоєний почесного ступеня доктора гуманітарних наук від Чиказького університету, а 2010 був обраний до Американської академії мистецтв і наук.
15 травня 2013 року Райт став першим академічним керівником мережевої освіти Єльського університету.

## Публікації
- Музика при Бургундському дворі, 1364—1419: задокументована історія (Інститут середньовічної музики, Генрівіль, Оттава, Біннінґен, 1979), 271 ст.
- Музика та церемонії Собору Паризької Богоматері, 500—1550 (Кембридж юніверсіті прес, 1989) 400 ст.
- Як слухати музику (Вест паблікейшнс, Сент Пол, 1992), 419 ст; 2-ге видання (Вест паблікейшнс, Сент Пол, 1996), 435 ст; 3-тє видання (Ведсворс, 2000), 451 ст.; 5-те видання (Ведсворс, 2007), 451 ст.; 7-ме видання (Ширмер-Ценґейдж, 2014, 488 ст.
- Лабіринт і воїн: символи в архітектурі, теологія та музика (Гарвард юніверсіті прес, Кембридж, MA, 2001, м'яка обкладинка, 2004), 351 ст.
- Музика в західній цивілізації (Ведсворс-Ширмер, 2006)
- Як слухати музику: основне (Ширмер-Ценґейдж, 2013)